# Бребіна (Телеорман)
Бребіна (рум. Brebina) — село у повіті Телеорман в Румунії. Входить до складу комуни Скріоаштя.
Село розташоване на відстані 94 км на захід від Бухареста, 36 км на північний захід від Александрії, 93 км на схід від Крайови.

## Населення
За даними перепису населення 2002 року у селі проживали 895 осіб, усі — румуни. Усі жителі села рідною мовою назвали румунську.